# 이히

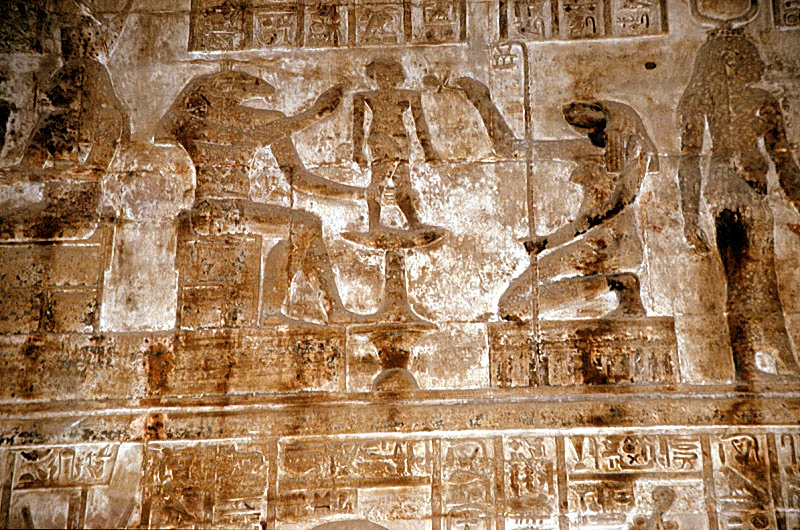

이히(Ihy)는 이집트의 신이다. 아버지 신은 호루스이고 어머니는 다양한 판본이 존재하나 하토르가 가장 많다. 고대 이집트의 타악기 시스트럼을 연주하는 어린 아이의 모습으로 자주 묘사되며 악기를 연주하는 기쁨을 신격화했다. 이집트의 도시중 하나였던 덴데라 지역에서 숭배받았었다.

## 같이 보기
- 맘미시